# جون إم. باري
جون إم. باري (بالإنجليزية: John M. Barry)‏ هو مؤرخ أمريكي، ولد في 1947.

## وصلات خارجية
- جون إم. باري على موقع ميوزك برينز (الإنجليزية)